# Liste der Kirchen in Mühlhausen
Dieser Artikel listet alle Kirchengebäude in Mühlhausen in Thüringen auf.
Im späten Mittelalter war die Reichsstadt Mühlhausen mit etwa 10.000 Einwohnern nach Erfurt die zweitgrößte Stadt im Thüringer Raum. Zudem gab es in ihrem Umfeld gut erschließbare Vorkommen von Travertin, das sich durch seine geringe Dichte zum Bau großer und hoher Kirchen besonders eignete. Während der Gotik entstanden in Mühlhausen somit außergewöhnlich viele Kirchen, von denen elf bis heute erhalten sind.

## Kernstadt
In Mühlhausen selbst befinden sich 13 Kirchen, von denen elf aus mittelalterlicher Zeit stammen und eine nur noch als Ruine überkommen ist.
| Kirche                                      | Standort                    | Bauzeit     | Baustil  | Konfession bzw. Nutzung                      | Bild |
| ------------------------------------------- | --------------------------- | ----------- | -------- | -------------------------------------------- | ---- |
| Allerheiligenkirche                         | Steinweg                    | 13./14. Jh. | Gotik    | Ausstellungsraum                             |      |
| Antoniuskapelle                             | Holzstraße                  | 13. Jh.     | Gotik    | Herberge                                     |      |
| Bonifatiuskirche                            | Blobach                     | 1851        | Neugotik | römisch-katholisch Katholischer Kindergarten |      |
| Divi-Blasii-Kirche                          | Untermarkt                  | 1230–1314   | Gotik    | evangelisch-lutherisch                       |      |
| Georgikirche                                | Sondershäuser Straße        | 14. Jh.     | Gotik    | evangelisch-lutherisch                       |      |
| Jakobikirche                                | Lentzeplatz/Jakobistraße    | 13./14. Jh. | Gotik    | Stadtbibliothek                              |      |
| St. Josef                                   | Karl-Marx-Straße/Waidstraße | 1903/04     | Neugotik | römisch-katholisch                           |      |
| Kilianikirche                               | Kiliansgraben               | 13. Jh.     | Gotik    | Theater                                      |      |
| Kornmarktkirche (ehem. Franziskanerkloster) | Kornmarkt                   | 13. Jh.     | Gotik    | Museum                                       |      |
| Marienkirche                                | Obermarkt                   | 14. Jh.     | Gotik    | evangelisch-lutherisch Museum                |      |
| Martinikirche                               | Langensalzaer Straße        | 14. Jh.     | Gotik    | evangelisch-lutherisch                       |      |
| Predigerkirche                              | Mönchsgasse; Steinweg       | 14. Jh.     | Gotik    | Ruine                                        |      |
| Nikolaikirche                               | Wanfrieder Straße           | 14. Jh.     | Gotik    | evangelisch-lutherisch                       |      |
| Petrikirche                                 | Petristeinweg               | 1352–1356   | Gotik    | evangelisch-lutherisch                       |      |

## Ortsteile
| Kirche                        | Standort   | Bauzeit         | Baustil               | Konfession             | Bild |
| ----------------------------- | ---------- | --------------- | --------------------- | ---------------------- | ---- |
| St. Bonifatius                | Bollstedt  | 17. Jahrhundert |                       | evangelisch-lutherisch |      |
| St. Petrus                    | Felchta    | um 1400         | Gotik                 | evangelisch-lutherisch |      |
| St. Martin                    | Görmar     |                 | Gotik, Barock         | evangelisch-lutherisch |      |
| St. Georg                     | Grabe      |                 |                       | evangelisch-lutherisch |      |
| St. Cyriakus                  | Höngeda    |                 |                       | evangelisch-lutherisch |      |
| Klinikkirche St. Michael      | Pfafferode | 1913–1915       | Neobarock, Jugendstil | ökumenisch             |      |
| St. Nicolai und St. Burkhardt | Saalfeld   | 1580            | Barock                | evangelisch-lutherisch |      |
| St. Johannis                  | Seebach    |                 |                       | evangelisch-lutherisch |      |
| St. Nikolaus und St. Georg    | Windeberg  | 1802            |                       | evangelisch-lutherisch |      |